# Рябий Дмитро Володимирович
Дмитро́ Володи́мирович Ряби́й (1992—2014) — старший солдат Збройних сил України, учасник Російсько-української війни.

## Бойовий шлях
Народився 8 листопада 1992 року в селі Добровеличківка. 2008 році закінчив 9 класів Добровеличківської ЗОШ; 2011 року — Піщанобрідський професійний аграрний ліцей. У 2012—2013 роках проходив строкову військову службу у ВМС Збройних силах України; з 2013 року проходив військову службу за контрактом.
У часі війни — розвідник 3-го окремого полку спеціального призначення.
Загинув 15 липня 2014 року під час вчиненого терористами мінометного обстрілу українських позицій поблизу міста Краснодон, загалом тоді померло 9 вояків — Алєксєєв Микола Васильович, Бендеров Максим Васильович, Вербовий Максим Вікторович, Каравайський Богдан Ігорович, Коваленко Юрій Вікторович, Марков Іван Анатолійович, Майсеєв Станіслав Анатолійович. 19 липня від поранень помер Гаркавенко Віктор Олександрович.
4 вересня 2014 року в Добровеличівці проведені заходи з поховання його останків на Алеї Слави кладовища під прощальний салют.
Без сина лишилась мама.

## Нагороди та вшанування
- 14 серпня 2014 року — за особисту мужність і героїзм, виявлені у захисті державного суверенітету та територіальної цілісності України, вірність військовій присязі під час російсько-української війни, відзначений — нагороджений орденом «За мужність» III ступеня (посмертно).
- 8 травня 2015 року в Добровеличківці на фасаді будівлі спеціалізованої загальноосвітньої школи-інтернату та 21 жовтня 2015 року на фасаді будівлі Піщанобрідського професійного аграрного ліцею Дмитрові Рябому відкриті меморіальні дошки.